# Antipas
Antipas es un municipio de la provincia de Cotabato en Filipinas. Se considera como el centro comercial e industrial, Industria y Comercio en el Arakan Valley Complex. Se clasifica como un municipio de segunda clase, y es parcialmente urbano. Según el Local Government Performance Management System (LGPMS), tiene el menor número de habitantes de la provincia, lo que eran 24 519 personas en 5692 hogares en 2009.

## Barangayes
Antipas se divide administrativamente en 13 barangayes.
- Camutan
- Canaan
- Dolores
- Kiyaab
- Luhong
- Magsaysay
- Malangag
- Malatab
- Malire
- New Pontevedra
- Población
- B. Cadunñon
- Datu Agod